# ...Somewhere More Familiar
...Somewhere More Familiar è il secondo album in studio del gruppo musicale statunitense Sister Hazel, pubblicato nel 1997.

## Tracce
1. Just Remember – 4:37
2. Happy – 3:40
3. All for You (Full Band Version) – 3:39
4. Look to the Children – 4:27
5. Wanted It to Be – 4:53
6. Think About Me – 3:08
7. So Long – 4:34
8. Superman – 4:01
9. Concede – 3:57
10. Cerilene – 5:33
11. We'll Find It – 4:59
12. Starfish – 4:26

## Formazione
- Ken Block – voce, chitarra acustica
- Andrew Copeland – chitarra, cori
- Ryan Newell – chitarra, cori
- Jett Beres – basso, cori
- Mark Trojanowski – batteria, percussioni